# Епархия Суньяни
 Епархия Суньяни (лат.  Dioecesis Sunyaniensis) — епархия Римско-Католической Церкви c центром в городе Суньяни, Гана. Епархия Суньяни входит в архиепархию Кумаси.

## История
1 марта 1973 года Римский папа Павел VI издал буллу «Africa tellus», которой учредил епархию Суньяни, выделив её из епархии Кумаси (сегодня — Архиепархия Кумаси). 3 марта 1995 года епархия Суньяни уступила часть своей территории новой епархии Кононго-Мампонг. 24 октября 1997 года епархия Суньяни уступила часть своей территории епархии Гоасо.
22 декабря 2001 года епархия Суньяни вступила в церковную провинцию Кумаси. 28 декабря 2007 года епархия Суньяни уступила часть своей территории новой епархии Течиман.

## Ординарии епархии
- епископ James Kwadwo Owusu (1.03.1973 — 28.12.2001)
- епископ Matthew Kwasi Gyamfi (14.04.2003 — по настоящее время)

## Источник
- Annuario Pontificio, Ватикан, 2007
- Булла Africa tellus, AAS 65 (1973), p. 290  (лат.)